# Tsuyoshi Tane

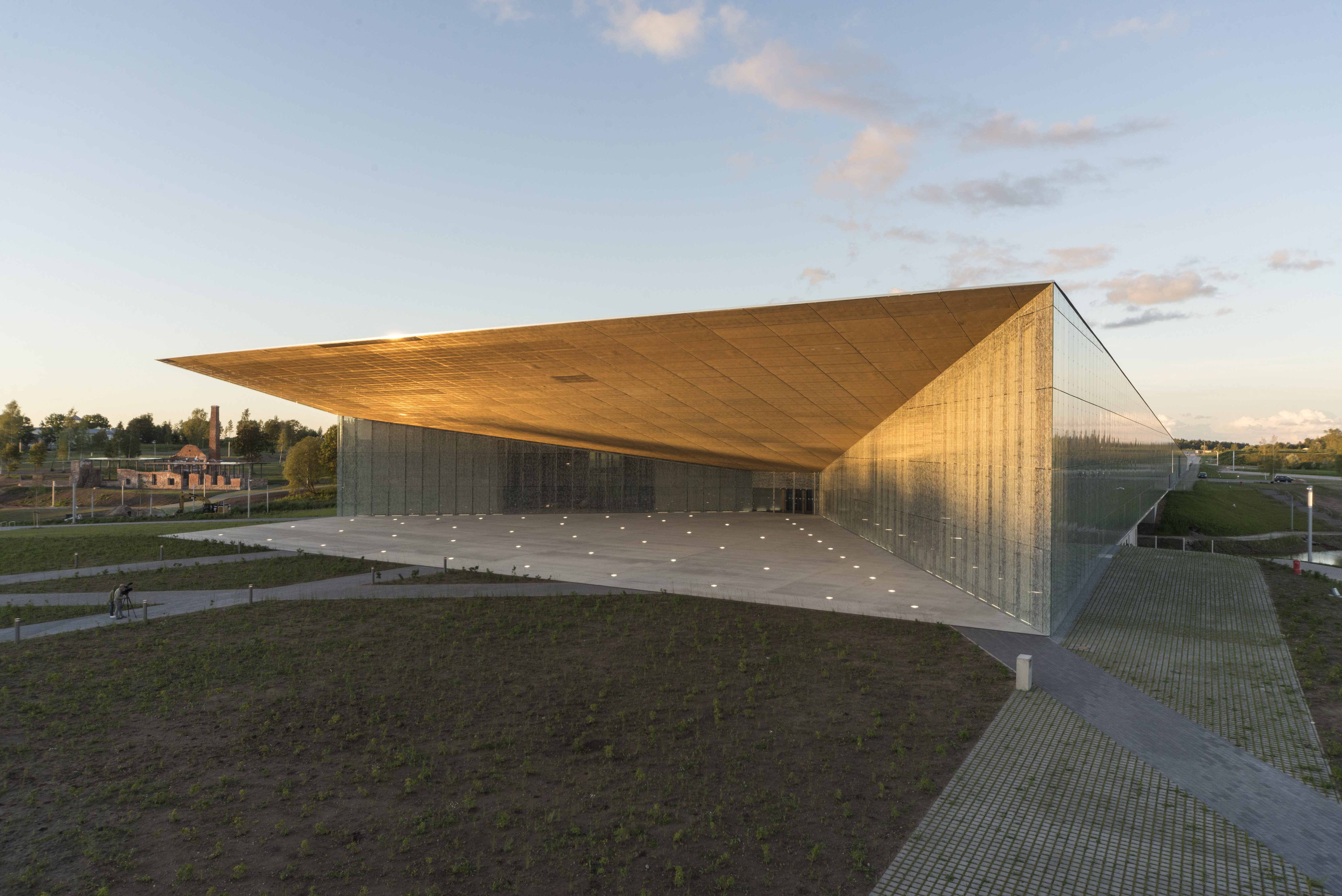
Estnisches Nationalmuseum in Tartu

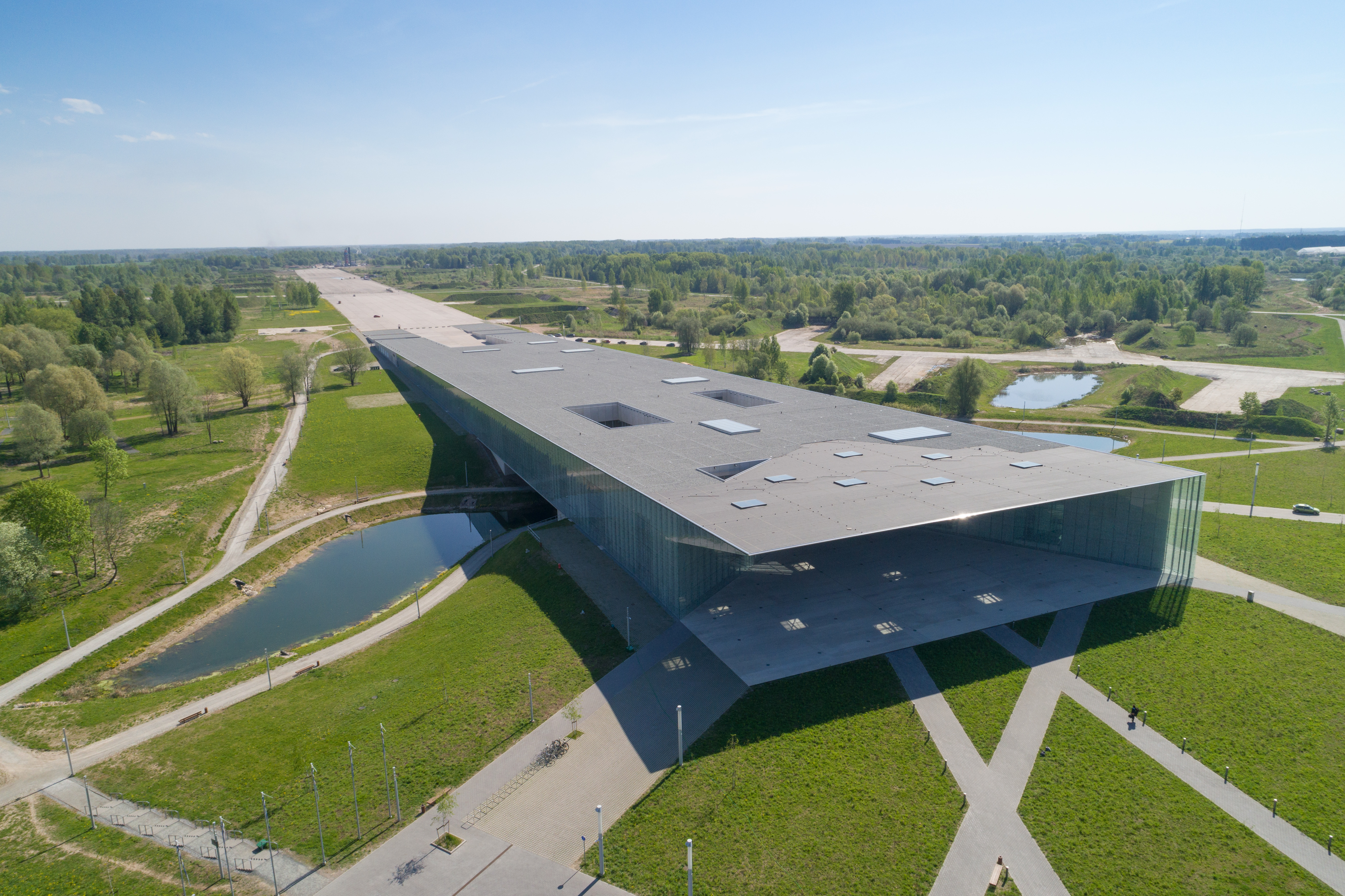
Estnisches Nationalmuseum, Vogelperspektive

Tsuyoshi Tane (japanisch: 田根剛; geboren 14. September 1979 in Suginami-ku, Tokio) ist ein japanischer Architekt und Leiter des Architekturbüros Atelier Tsuyoshi Tane Architects (ATTA). Er lebt und arbeitet in Paris und Tokio.

## Beruflicher Werdegang
Als Jugendlicher träumte Tane davon, Profifußballer zu werden und spielte während der Schulzeit in der Jugendmannschaft von JEF United Ichihara Chiba. Allerdings musste er diesen Traum nach einer Verletzung aufgeben. Stattdessen studierte er Architektur an der ehemaligen Hokkaido Tōkai-Universität. Er studierte anschließend an der HDK-Valand, der Kunstfakultät der Universität Göteborg, und an der Technischen Hochschule Chalmers ebenfalls in Göteborg.
Im Jahr 2006 gewannen der Japaner Tsuyoshi Tane, der Italiener Dan Dorell und die Libanesin Lina Ghotmeh den Wettbewerb für ihren Entwurf des Estnischen Nationalmuseums. Danach gründeten die drei das Architekturbüro Dorell.Ghotmeh.Tane / Architects (DGT) in Paris. Es sollte dann bis 2016 dauern, bis das Museum in Tartu fertiggestellt war.
Spektakulär war auch der Entwurf für das neue Nationalstadion in Tokio, mit dem Tane mit DGT unter die zehn Finalisten kam. Das Stadion sollte in der Millionenstadt Tokio gleichzeitig als Park nutzbar sein. Es wäre in einen Hügel eingepasst worden.
2017 gründete Tane sein eigenes Büro Atelier Tsuyoshi Tane Architects (ATTA) ebenfalls in Paris. Von 2012 bis 2018 war er Lehrbeauftragter an der Graduate School of Architecture, Planning and Preservation (GSAPP) das zur Columbia University gehört. Seit 2019 lehrt er an der Kunsthochschule Tama in Japan.
Die Ausstellung „Tsuyoshi Tane: Archäologie der Zukunft“ mit der Darstellung seiner Arbeitsweise und seiner bisherigen Projekte wurde 2018 in Tokio, 2019 im Japanhaus in São Paulo und von 2020 bis 2021 im Schweizerischen Architekturmuseum in Basel gezeigt. Sie soll auch noch in anderen Ländern gezeigt werden. Hinter dem Schlagwort „Archäologie der Zukunft“ steckt eine Herangehensweise, der sich Tane und sein Team verschrieben haben: Sie studieren die Geschichte und die kulturellen Zusammenhänge des Ortes, in dem das zukünftige Projekt entwickelt werden soll; auf dieser Basis entwickeln sie zukunftsweisende Ideen für die Realisierung des anstehenden Projektes.
Zusammen mit Manabu Chiba und Yoshiharu Tsukamoto ist Tane Vorstandsmitglied der Toto Gallery.MA, die von Tadao Ando beraten wird.

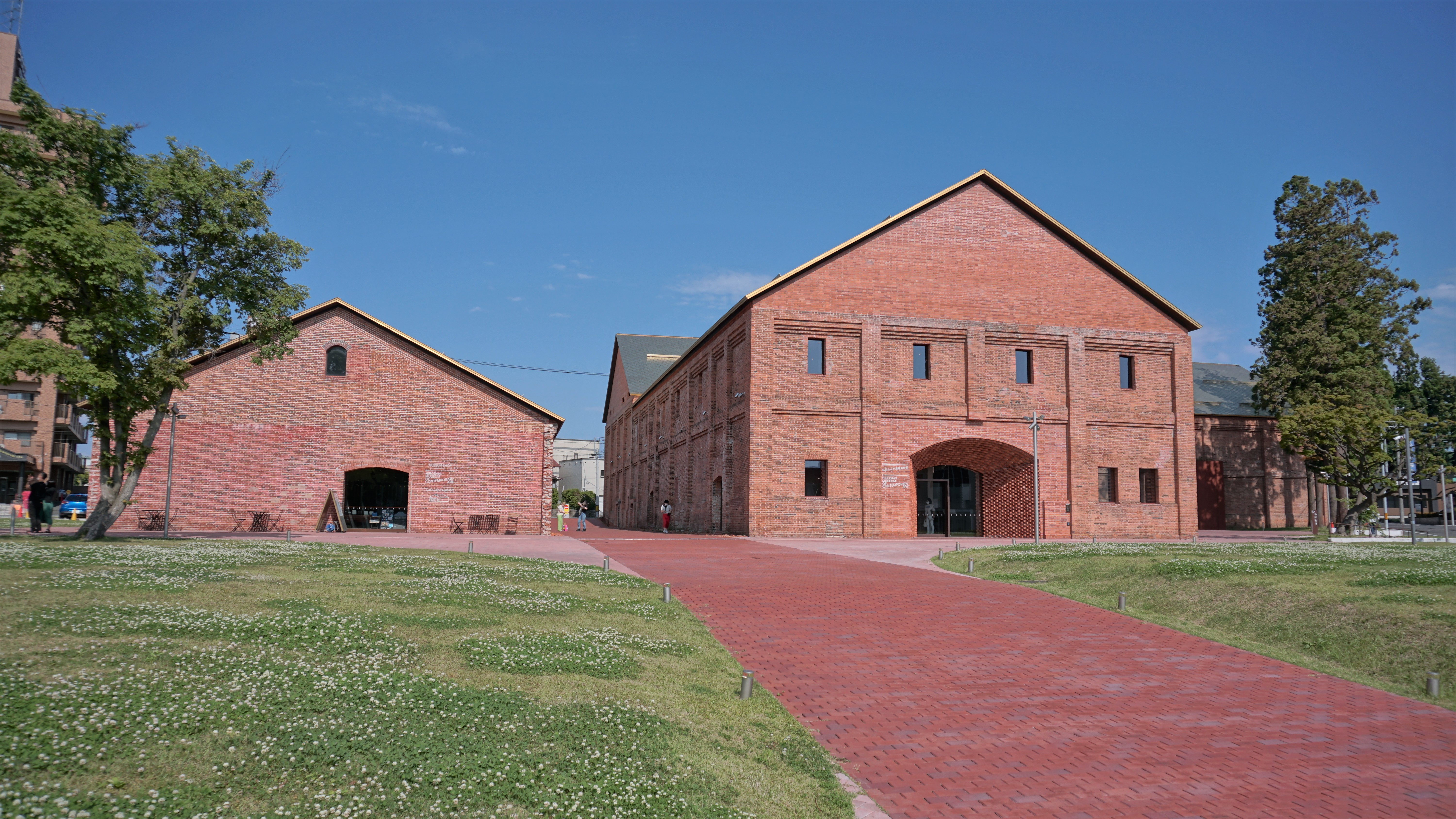
Museum für zeitgenössische Kunst in Hirosaki

## Ausstellungen
- 2018: Furoshiki, Installation im Rahmen von Tandem Paris–Tokyo 2018 vor dem Pariser Rathaus[10][11][12][13]
- 2018: Archäologie der Zukunft, Ausstellung in der TOTO Gallery.MA, Tokio[14]
- 2019: Tsuyoshi Tane: Archäologie der Zukunft | Espazium, Verona, Italien
- 2019: Archäologie der Zukunft, Ausstellung im Japanhaus, São Paulo, Brasilien[15]
- 2021: Archäologie der Zukunft, Ausstellung im Schweizerischen Architekturmuseum, Basel, Schweiz[3]
- 2023/24: Tsuyoshi Tane: The Garden House, Vitra Design Museum Gallery, Weil am Rhein[16]

## Auszeichnungen
- 2017: 67. Preis des Ministeriums für Unterricht, Kultur, Sport, Naturwissenschaften und Technologie für junge Künstler (Japan)
- 2019: Architekt des Jahres, Japan
- 2021: Mainichi Designpreis, Japan[17][18]

## Realisierte Projekte (Auswahl)
Die Projekte werden nach dem Jahr der Fertigstellung aufgelistet. Eingerückt unter einem Projekt sind die Preise für das Projekt aufgelistet.

### DGT
- 2009: Erweiterungsbau des Geologischen Museums Kopenhagen, Dänemark.[19]
- 2010–2017: Gestaltung des Renault-Standes – The Bump[20]
  - 2012: Annual A+Award des Architizer Magazine, New York City
  - 2013: Red Dot Design Award[21]
- 2014: Messegestaltung für Citizen: „Light is Time“ auf der Milano Design Week, Italien[22]
- 2015: Ein Haus für Oiso, Oiso, Japan[23]
- 2015: Toraya, Neugestaltung eines japanischen Teesalons in Paris[24]
- 2016: Estnisches Nationalmuseum, Tartu, Estland[25]
  - 2016: Grand Prix Afex[26]
  - 2017: Estonian Architecture Award[27][28]
  - 2017: Nominierung für den Mies van der Rohe Award[29]

### ATTA
- 2017: Kyoto Machiya Hotel "Shiki Juraku", Kyoto, Japan
- 2019: Umwandlung der Balthus-Kapelle in einen Ausstellungsraum, Rossinière, Schweiz[30][31][32][8]
- 2019: Restaurant Maison, Paris
- 2019: Restaurant Gyre.Food, Tokio, Japan
- 2019: Ausstellungsgestaltung für Minä Perhonen / Akira Minagawa, Museum of Contemporary Art (MOT), Tokio[33]
- 2020: Museum für zeitgenössische Kunst in Hirosaki, Japan[34]
  - 2021: Grand Prix Architectes français à l'export (Afex) für das Museum für zeitgenössische Kunst in Hirosaki[35]
- 2020: Umweltdesign des Einkaufszentrums NEWoMan in Yokohama, Japan
- 2020: Firmensitz von Chiso, Kyoto, Japan
- 2021: Ausstellungsgestaltung Hokusai Zukushi, Tokio[36]
- 2021: Florae, Ausstellungsgestaltung für Van Cleef & Arpels bei der Paris Fashion Week, Paris[37]
- 2021: Restaurant Kei, Paris[38]
- 2023: Tane Garden House, Vitra Campus, Weil am Rhein[39]